# 沖縄電力
沖縄電力株式会社（おきなわでんりょく、英: The Okinawa Electric Power Company, Incorporated）は、沖縄県浦添市に本店を置く電力会社兼一般送配電事業者。

## 概要
1972年（昭和47年）5月、沖縄振興開発特別措置法に基づき、琉球電力公社の全発送電部門と一部の配電部門を承継し、日本政府と沖縄県の出資する特殊法人として発足。1988年（昭和63年）10月に沖縄振興開発特別措置法に基づく特殊法人から民営の株式会社に移行した。
2009年度の販売電力量は、74億78百キロワットで一般電気事業者10社中10位。一般家庭向けが39.5%、商業用その他が48.3%、大口産業用が12.2%であり、大口産業用の内訳として在日米軍基地向け9.4%となっている。供給地域は沖縄県内のみであり、日本の電力会社の中で最小。供給地域の小ささから設立当初は九州電力の一部門にしたほうが良いとの意見もあった。
沖縄県における大手企業の一つであり、沖縄県が約5%の株式を保有する。
沖縄電力の発電設備のほとんどは火力であり、石油および天然ガス価格の上昇の影響を受けやすい事業構造となっている。沖縄電力が発電に使用する石炭と天然ガスについては、特別措置で石油石炭税が全額免除されている。沖縄電力の送電網を利用する電源開発石川石炭火力発電所が使用する石炭についても同様の特別措置を受けている。
日本で唯一、原子力発電所を持たない電力会社である。2009年（平成21年）に策定された中長期経営計画には、小型原子力発電の導入可能性の研究が挙げられている。2011年（平成23年）の福島第一原子力発電所事故の翌年に発行された「環境行動レポート」においても、原子力関連企業への出向や原子力に関する情報収集を行なっているとしている。
2020年（令和2年）4月1日より、同社以外の全国8つの電力会社が直接有していた送配電事業は、発送電分離の法的措置により、それぞれ各地域別の一般送配電事業者各社に分社化されたが、同社は事業規模がかなり小さいことに加え、他の一般送配電事業者との相互接続がなされていないとの理由で法的措置の対象外となったため、それ以降も発電・電力小売事業と送配電事業を一貫して運営し、全社で唯一電気事業連合会と2021年（令和3年）4月に同会から独立した送配電網協議会の双方に加盟している電力会社および一般送配電事業者となっている。
2023年現在の同社のコーポレートスローガンは「地域とともに、地域のために」である。

## 沿革
- 1953年4月 - 沖縄では戦後初の新設石炭火力発電所、牧港火力発電所1号機が運転開始（のちに重油に転換）。
- 1954年2月 - 米軍占領下の沖縄において、米国民政府出資の琉球電力公社を設立。
- 1965年6月 - （旧）金武火力発電所が運転開始。
- 1969年6月 - 北谷火力発電所が運転開始。
- 1972年5月 - 沖縄の日本復帰により日本政府および沖縄県出資による特殊法人として沖縄電力株式会社を設立。琉球電力公社から電力事業を引き継いだ。
- 1974年6月 - 石油火力発電所、石川火力発電所1号機が運転を開始。
- 1976年4月 - 沖縄本島内の配電会社5社（沖縄配電、松岡配電、中央配電、比謝川配電、名護配電）を合併。発送配電の一貫供給体制を確立。
- 1978年 - 牧港火力発電所1〜4号機廃止。
- 1988年10月 - 特殊法人から民営化。
- 1989年
  - 4月 - 現在のシンボルマーク「POWERFUL ISLANDS」（本頁内の写真・同社本店前の社名表記の銘板にも記載）が制定。
  - 8月 - 水納島を最後に沖縄県全島の電化を完了。
- 1994年3月 - 石炭火力発電所、具志川火力発電所1号機が運転開始。
- 2000年
  - 3月 - 電気事業連合会（電事連）に正式加盟。
  - 9月 - 具志川火力発電所においてISO14001認証取得。
  - 10月 - 牧港火力発電所においてISO14001認証取得。
- 2002年
  - 2月 - 石炭火力発電所、金武火力発電所1号機が運転開始。
  - 3月 - 東京証券取引所市場第一部へ上場[注釈 2]。
  - 10月 - 本社・東京支社・本島全支店営業所においてISO9001:2000取得。
- 2009年12月 - 波照間可倒式風力発電施設の営業運転を開始[8]。
- 2010年3月 - 具志川火力発電所において、木質バイオマスの混焼を開始。
- 2011年
  - 2月 - 南大東島で南大東可倒式風力発電設備2基の営業を開始[9]。
  - 8月 - 連結子会社であったカヌチャコミュニティが那覇地方裁判所から特別清算の開始決定を受ける[10]。
- 2012年11月 - 沖縄電力初のコンバインドサイクル発電方式を採用したLNG火力発電所、吉の浦火力発電所1号機が運転開始。
- 2014年6月 - 粟国島で粟国可倒式風力発電設備の運転営業を開始[11]。
- 2015年10月 - 多良間可倒式風力発電設備1号機の営業運転開始[8]。
- 2016年2月 - 多良間可倒式風力発電設備2号機の営業運転開始[12]

## 事業所
- 本店 - 沖縄県浦添市牧港5丁目2-1
- 東京支社 - 東京都港区南青山1丁目15-9
- 那覇支店 - 那覇市旭町114-4
  - 糸満営業所 - 糸満市西崎1丁目4-1
  - 与那原営業所 - 島尻郡与那原町字上与那原383
- 浦添支店 - 浦添市牧港4丁目11-3
- うるま支店 - うるま市字江洲358-2
- 名護支店 - 名護市東江5丁目12-27
- 宮古支店 - 宮古島市平良字荷川取459-1
- 八重山支店 - 石垣市字大浜441-2
- 久米島電業所 - 島尻郡久米島町字儀間359

## 関連会社

### 連結子会社
- 沖電工（建設業）
- 沖電企業（電気事業に必要な周辺関連業務）
- 沖縄プラント工業（電気事業に必要な周辺関連業務）
- 沖縄電機工業（電気事業に必要な周辺関連業務）
- 沖電開発（不動産業）
- 沖電グローバルシステムズ（情報通信事業）
- 沖縄エネテック（建設業）
- 沖縄新エネ開発（新エネルギー発電電力の売電）
- 沖設備（建設業）
- ファーストライディングテクノロジー（情報通信事業）
- プログレッシブエナジー（分散型電源事業）

### 持分法適用関連会社
- OTnet（情報通信事業）

### 社内ベンチャー
- 株式会社グレイス・ラム - 社内ベンチャー制度を利用して南大東島に設立されたラム酒の酒造会社。資本関係は無い[13]。

## 主な出資先企業
- 沖縄セルラー電話
- 沖縄都市モノレール
- サンエー
- リウボウインダストリー
- 國場組
- りゅうせき

## 発電施設
- 全発電量の9割以上が火力発電である。
- 総出力には長期計画停止中、定期点検中の号機を含む。廃止された号機、建設中の号機は含まない。

### 火力発電所
18か所、212万9250kW（2023年3月31日現在）

#### 汽力発電所
5か所、162万9,000kW
| 発電所名         | 使用燃料             | 総出力   | 号機        | 出力     | 運転開始             | 所在地       | 備考                                      |
| ---------------- | -------------------- | -------- | ----------- | -------- | -------------------- | ------------ | ----------------------------------------- |
| 牧港火力発電所   | 重油                 | 12.5万kW | 9号機       | 12.5万kW | 1981年5月            | 浦添市       | 汽力発電分の出力を掲載 1～8号機は廃止     |
| 石川火力発電所   | 重油                 | 25万kW   | 1号機 2号機 | 12.5万kW | 1974年6月 1978年6月  | うるま市     | 汽力発電分の出力を掲載                    |
| 具志川火力発電所 | 石炭、木質バイオマス | 31.2万kW | 1号機 2号機 | 15.6万kW | 1994年3月 1995年3月  | うるま市     |                                           |
| 金武火力発電所   | 石炭                 | 44万kW   | 1号機 2号機 | 22万kW   | 2002年2月 2003年5月  | 国頭郡金武町 |                                           |
| 吉の浦火力発電所 | LNG                  | 50.2万kW | 1号機 2号機 | 25.1万kW | 2012年11月 2013年5月 | 中頭郡中城村 | CC方式。 3、4号機（50.2万kW予定）計画中。 |

#### ガスタービン発電所
5か所、32万6000kW
| 発電所名                                      | 使用燃料                     | 総出力   | 号機              | 出力           | 運転開始            | 所在地       | 備考                       |
| --------------------------------------------- | ---------------------------- | -------- | ----------------- | -------------- | ------------------- | ------------ | -------------------------- |
| 牧港火力発電所                                | 灯油                         | 16.3万kW | 1号GT 2号GT       | 6万kW 10.3万kW | 1977年5月 1990年5月 | 浦添市       | ガスタービン分の出力を掲載 |
| 石川火力発電所                                | 灯油                         | 10.3万kW | 1号GT             | 10.3万kW       | 1992年5月           | うるま市     | ガスタービン分の出力を掲載 |
| 宮古発電所                                    | 重油                         | 1.5万kW  | 1号GT 2号GT 3号GT | 0.5万kW        |                     | 宮古島市     | ガスタービン分の出力を掲載 |
| 石垣第二発電所                                | 重油                         | 1万kW    | 1号GT 2号GT       | 0.5万kW        |                     | 石垣市       | ガスタービン分の出力を掲載 |
| 吉の浦火力発電所 （マルチガスタービン発電所） | LNG、灯油、 バイオエタノール | 3.5万kW  | 1号GT             | 3.5万kW        | 2015年3月20日       | 中頭郡中城村 |                            |

#### 内燃力発電所
12か所、20万8,580kW
| 発電所名       | 使用燃料 | 認可出力 | 所在地           | 備考                     |
| -------------- | -------- | -------- | ---------------- | ------------------------ |
| 久米島発電所   | 重油     | 16,500kW | 島尻郡久米島町   |                          |
| 渡嘉敷発電所   | 重油     | 3,210kW  | 島尻郡渡嘉敷村   |                          |
| 渡名喜発電所   | 重油     | 780kW    | 島尻郡渡名喜村   |                          |
| 粟国発電所     | 重油     | 1,400kW  | 島尻郡粟国村     |                          |
| 南大東発電所   | 重油     | 3,040kW  | 島尻郡南大東村   |                          |
| 北大東発電所   | 重油     | 1,440kW  | 島尻郡北大東村   |                          |
| 宮古第二発電所 | 重油     | 79,000kW | 宮古島市         |                          |
| 新多良間発電所 | 重油     | 1,650kW  | 宮古郡多良間村   |                          |
| 石垣発電所     | 重油     | 20,000kW | 石垣市           | 内燃力発電分の出力を掲載 |
| 石垣第二発電所 | 重油     | 76,000kW | 石垣市           |                          |
| 波照間発電所   | 重油     | 1,250kW  | 八重山郡竹富町   |                          |
| 与那国発電所   | 重油     | 4,310kW  | 八重山郡与那国町 |                          |

### 風力発電所
5か所2,315kW
| 発電所名                 | 認可最大出力 | 基数 | 内訳   | 所在地 |
| ------------------------ | ------------ | ---- | ------ | ------ |
| 南大東可倒式風力発電設備 | 490          | 2    | MAX245 |        |
| 粟国可倒式風力発電施設   | 245          | 1    | MAX245 |        |
| 多良間可倒式風力発電施設 | 490          | 2    | MAX245 |        |
| 波照間可倒式風力発電施設 | 490          | 2    | MAX245 |        |
| 与那国風力発電所         | 600          | 1    | MAX600 |        |